# Auguste L'Épée
Auguste L’Épée (1798-1875) est un industriel horloger suisse installé à Sainte-Suzanne (Doubs), où il fonda une manufacture de boîtes à musique et de mouvements d’horlogerie qui porta son nom jusqu’à sa fermeture en 1996. Le développement du village de Sainte-Suzanne, contigu à Montbéliard, lui doit beaucoup.

## Biographie

### Naissance
Auguste L’Épée est né le 8 septembre 1798 à Villiers, dans le district du Val-de-Ruz, alors dans la principauté de Neuchâtel. Il y est baptisé le 20 septembre 1798 à l’église réformée.

### Développement de la manufacture
En 1839, il s’associe avec un fabricant genevois de claviers pour boîtes à musique, Pierre Henri Paur, qui, le premier, a eu l’idée d’ouvrir une manufacture de boîtes à musique à Sainte-Suzanne et a, à cette fin, acheté les vastes bâtiments de la Ferme du Prince. Malgré ses efforts, et ceux des ouvriers suisses qu’il a fait venir, Pierre Henri Paur meurt pratiquement ruiné en 1839, trois mois après la signature de l’association avec Auguste L’Épée. C’est donc ce dernier qui, ayant racheté leurs parts aux héritiers de son associé, va relever et développer la manufacture qui prend désormais son nom.
Auguste L’Épée ouvre donc la fabrique L’Épée le 1er août 1839. Maîtrisant la fabrication de toutes les pièces, y compris la mécanique de précision, la maison L’Épée acquerra rapidement une belle réputation de qualité pour ses boîtes à musique, dont une série de très beaux exemplaires est exposée au musée Beurnier-Rossel à Montbéliard. Elle se lancera ensuite avec succès dans la fabrication de porte-échappements.
En 1861, face à ces succès, Auguste L'Épée décide de construire une nouvelle usine à proximité de la "ferme" de l'autre côté de la route départementale. Achevée en 1862, la nouvelle usine est dotée d'une machine à vapeur et d'un atelier d'ébénisterie pour les boîtes en marqueterie. Elle est agrandie en 1868 et équipée d'une nouvelle machine à vapeur plus puissante en 1871.

### Famille
Auguste L’Épée s'intègre rapidement dans le Pays de Montbéliard et marie ses enfants dans la bourgeoisie protestante locale.Il décède le 7 février 1875 à Sainte-Suzanne, à l’âge de 76 ans. 
C'est son deuxième fils, Henry L’Épée, qui prend alors la direction de l’usine et développe en particulier l'activité horlogerie (porte-échappements et mécanismes).

## Postérité

### L'entreprise et la Marque
L'entreprise l'Épée poursuit son aventure avec des hauts et des bas de 1839 à la fin des années 1960, survivant notamment à la perte d'intérêt pour les boîtes à musique grâce à son activité d'horlogerie de haute précision. En 1964 le directeur de l'entreprise Henry L’Épée, arrière-petit-fils d'Auguste L’Épée, décède et sa veuve Madame Émilie L’Épée assume la direction de l’entreprise. On compte alors 600 ouvriers et la production culmine à plus de 200 000 mouvements et, en 1968, plus d’un million de porte-échappements. Mais L’Épée subit à partir du début des années 1970 la concurrence des montres à quartz. En outre, L’Épée, qui exporte 80 % de sa fabrication, perd de nombreux clients au profit des Suisses lors des grèves de 1968. En 1975, la société L’Épée est vendue et se réoriente vers la fabrication des pendulettes de voyage de prestige, également appelées "pendules d’officier", inspirées des pendules Japy du siècle précédent et dont l'entreprise fabrique déjà depuis longtemps la partie la plus techniquee. En janvier 1996, L’Épée fait définitivement faillite dans un contexte social difficile. La Marque subsiste néanmoins, revenue aujourd'hui dans le giron d'une entreprise horlogère suisse.

### Développement urbain

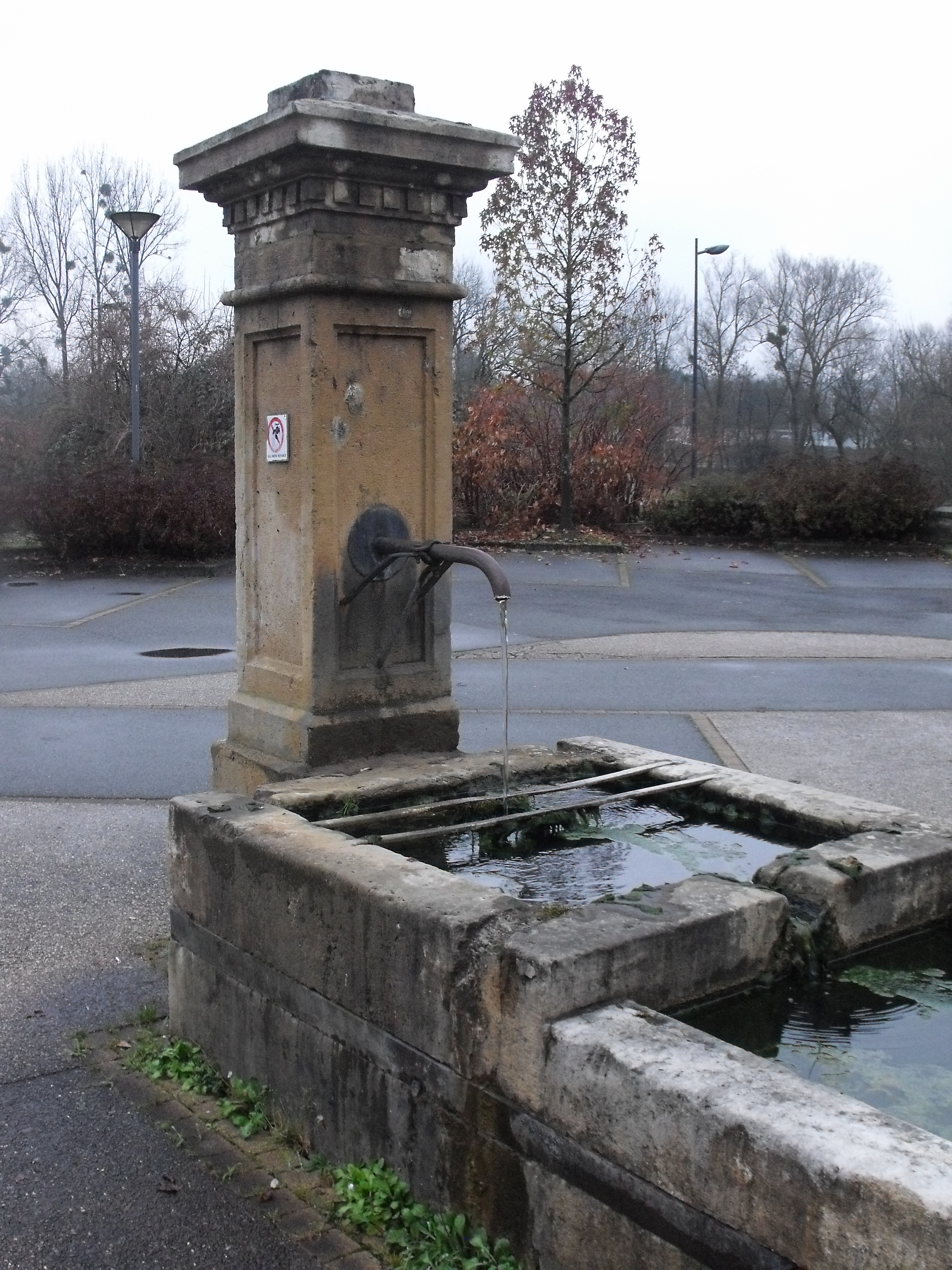
Fontaine publique de 1889 à Sainte-Suzanne (Doubs)

Auguste L’Épée fut à l’origine, en 1873, des premières adductions d’eau à Sainte-Suzanne et par conséquent des premières fontaines. Il avait demandé à la mairie l’autorisation de tirer à ses frais une conduite d’eau, de la fontaine de la grotte jusqu’à un bâtiment d’habitation qu’il construisait en face du temple protestant. Le conseil municipal accepta à condition que la canalisation soit assez importante pour alimenter ultérieurement des fontaines que la commune édifierait en divers endroits du village. La première conduite fut posée en 1873. Quinze ans plus tard, le conseil municipal fit construire quatre fontaines publiques, toutes alimentées par l’eau de la grotte, dessinées par l’architecte montbéliardais Charles Frédéric Surleau. Dans le même temps, plusieurs propriétaires demandèrent à la mairie l’autorisation de se brancher sur les conduites pour alimenter leurs habitations. Ce furent donc les premières adductions d’eau réalisées dans le village.

### Patrimoine
Le cimetière privé de la famille L'Épée subsiste à côté du cimetière municipal. Un certain nombre de ses descendants et de leurs collatéraux s'y trouvent, notamment ceux qui ont dirigé l'entreprise pendant 4 générations jusqu'à son arrière-petit-fils, Henry L'Épée. Sur le monument funéraire d'Auguste L'Épée, qui trône au centre du cimetière, quelques symboles immortalisent sa personnalité tels que les pattes de lions (la puissance, l'autorité, le courage, la générosité, la justice, la sagesse...) ou les feuilles de lierre (immortelle renommée).